# Zankjó Reference
A Zankjó Reference (残響リファレンス; Zankjó riferanszu; Hepburn: Zankyō Riferansu) a One Ok Rock japán rockegyüttes ötödik stúdióalbuma, mely 2011. október 5-én jelent meg.
A Re:Make című dalukat felhasználták a RecoChoku vállalat reklámjában, a No Scared című dalt pedig a Black Rock Shooter: The Game című videójátékban. A Lost and Found című szám a Milocrorze: A Love Story című film betétdala volt.

## Számlista
| Zankjó Reference – sztenderd kiadás | Zankjó Reference – sztenderd kiadás                   | Zankjó Reference – sztenderd kiadás | Zankjó Reference – sztenderd kiadás | Zankjó Reference – sztenderd kiadás              | Zankjó Reference – sztenderd kiadás | Zankjó Reference – sztenderd kiadás | Zankjó Reference – sztenderd kiadás | Zankjó Reference – sztenderd kiadás | Zankjó Reference – sztenderd kiadás |
| #                                   | Cím                                                   | Dalszöveg                           | Zene                                | Arrangement                                      | Hossz                               |                                     |                                     |                                     |                                     |
| ----------------------------------- | ----------------------------------------------------- | ----------------------------------- | ----------------------------------- | ------------------------------------------------ | ----------------------------------- | ----------------------------------- | ----------------------------------- | ----------------------------------- | ----------------------------------- |
| 1.                                  | Coda (instrumentális)                                 | -                                   | Tóru                                | Tóru Akkin                                       | 0:50                                |                                     |                                     |                                     |                                     |
| 2.                                  | Lost and Found                                        | Taka                                | Tóru Taka                           | Taka Tóru Rjóta Tomoja Akkin                     | 3:03                                |                                     |                                     |                                     |                                     |
| 3.                                  | Answer is Near (アンサイズニア)                       | Taka                                | Tóru Taka                           | Taka Tóru Rjóta Tomoja Akkin                     | 3:40                                |                                     |                                     |                                     |                                     |
| 4.                                  | No Scared                                             | Taka                                | Tóru Taka                           | Taka Tóru Rjóta Tomoja Akkin                     | 3:39                                |                                     |                                     |                                     |                                     |
| 5.                                  | C.h.a.o.s.m.y.t.h.                                    | Taka                                | Taka Tóru Rjóta Tomoja              | Taka Tóru Rjóta Tomoja Akkin                     | 5:18                                |                                     |                                     |                                     |                                     |
| 6.                                  | Mr. Gendai Speaker (Mr.現代Speaker)                   | Taka                                | Tóru Taka                           | Taka Tóru Rjóta Tomoja Akkin                     | 3:54                                |                                     |                                     |                                     |                                     |
| 7.                                  | Szeken sirazu no uchú hikósi (世間知らずの宇宙飛行士) | Tomoja Rjóta                        | Tomoja Rjóta                        | Taka Tóru Rjóta Tomoja Akkin                     | 3:32                                |                                     |                                     |                                     |                                     |
| 8.                                  | Re:make                                               | Taka                                | Taka                                | Taka Tóru Rjóta Tomoja Korenaga Kóicsi           | 3:25                                |                                     |                                     |                                     |                                     |
| 9.                                  | Pierce                                                | Taka                                | Taka                                | Taka Tóru Rjóta Tomoja Akkin                     | 4:25                                |                                     |                                     |                                     |                                     |
| 10.                                 | Let's Take It Someday                                 | Taka                                | Taka                                | Taka Tóru Rjóta Tomoja Akkin                     | 3:41                                |                                     |                                     |                                     |                                     |
| 11.                                 | Kimisidai ressa (キミシダイ列車)                      | Taka                                | Taka Tóru Rjóta Tomoja              | Taka Tóru Rjóta Tomoja Fudzsimoto Daiszuke Akkin | 4:14                                |                                     |                                     |                                     |                                     |
| 39:41                               |                                                       |                                     |                                     |                                                  |                                     |                                     |                                     |                                     |                                     |

| Zankjó Reference – limitált első kiadás, bónuszdal | Zankjó Reference – limitált első kiadás, bónuszdal                       | Zankjó Reference – limitált első kiadás, bónuszdal | Zankjó Reference – limitált első kiadás, bónuszdal | Zankjó Reference – limitált első kiadás, bónuszdal | Zankjó Reference – limitált első kiadás, bónuszdal | Zankjó Reference – limitált első kiadás, bónuszdal | Zankjó Reference – limitált első kiadás, bónuszdal | Zankjó Reference – limitált első kiadás, bónuszdal | Zankjó Reference – limitált első kiadás, bónuszdal |
| #                                                  | Cím                                                                      | Arrangement                                        | Hossz                                              |                                                    |                                                    |                                                    |                                                    |                                                    |                                                    |
| -------------------------------------------------- | ------------------------------------------------------------------------ | -------------------------------------------------- | -------------------------------------------------- | -------------------------------------------------- | -------------------------------------------------- | -------------------------------------------------- | -------------------------------------------------- | -------------------------------------------------- | -------------------------------------------------- |
| 11.                                                | Kimisidai ressa (キミシダイ列車) (+ Tatejama (Tateyama) c. rejtett dal)) |                                                    | 8:13                                               |                                                    |                                                    |                                                    |                                                    |                                                    |                                                    |
| 43:41                                              |                                                                          |                                                    |                                                    |                                                    |                                                    |                                                    |                                                    |                                                    |                                                    |

## Slágerlisták és minősítés
| Slágerlista (2011)               | Legmagasabb helyezés |
| -------------------------------- | -------------------- |
| Oricon japán albumlista          | 2                    |
| Billboard Japan japán albumlista | 2                    |

| Cím                             | Év   | Legmagasabb helyezés | Legmagasabb helyezés |
| Cím                             | Év   | JPN Oricon           | JPN Billboard        |
| ------------------------------- | ---- | -------------------- | -------------------- |
| Answer is Near (アンサイズニア) | 2011 | 6                    | 13                   |
| Re:make/No Scared               | 2011 | 6                    | 10                   |
| C.h.a.o.s.m.y.t.h.              | 2011 | –                    | 88                   |

| Régió                                                       | Minősítés | Eladott példányszám |
| ----------------------------------------------------------- | --------- | ------------------- |
| Japán (RIAJ)                                                | arany     | 100 000^            |
| ^ Kiszállítási példányszámok kizárólag a minősítés alapján. |           |                     |

## Közreműködők
One Ok Rock
- Moriucsi Takahiro – ének
- Jamasita Tóru – gitár, háttérvokál
- Kohama Rjóta – basszusgitár
- Kanki Tomoja – dobok, ütősök

Közreműködő zenészek
- Murata Jaszuko – brácsa (9)
- Furukava Josie – cselló (9)
- Kazoo – zongora (9)

Design
- Kazuaki Szeki Kazuaki – művészeti vezető
- Siono Daicsi – design
- Hasimoto Rui – fénykép

Gyártás
- Arai Kenicsi – felvétel
- Kodera Hideki – felvétel
- Fukuhara Micuru – felvétel
- Ted Jensen(wd) – maszterelés
- Hiraide Szatoru(wd) – mixelés
- Minemori Kazutaka – hangszertechnikus
- Arimacu „Maszuo Josiro” – hangszertechnikus
- Maszato – hangszertechnikus
- Ivata Naoki – segédhangmérnök
- Tanaka Judzsi – segédhangmérnök
- Kondo Sinja – segédhangmérnök
- Vatanabe Júszuke – segédhangmérnök
- Hattanda Rjóta – segédhangmérnök
- Aszkava Rjószuke – segédhangmérnök
- Akkin – vonós hangszerelés (9)

## Fordítás
Ez a szócikk részben vagy egészben  a   Zankyo Reference című angol Wikipédia-szócikk fordításán alapul.  Az eredeti cikk szerkesztőit annak laptörténete sorolja fel. Ez a jelzés csupán a megfogalmazás eredetét és a szerzői jogokat jelzi, nem szolgál a cikkben szereplő információk forrásmegjelöléseként.